# Aktiogavialis
Aktiogavialis — це вимерлий рід крокодилів, який жив з олігоцену до міоцену на території сучасного Карибського басейну. Було описано два види: Aktiogavialis puertoricensis із середнього олігоцену Пуерто-Рико та Aktiogavialis caribesi з Huayquerian пізнього міоцену Венесуели.
Як типовий гавіалоїд, Aktiogavialis дотримувався стандартного крокодилячого плану тіла. Подовжене, присадкувате чотирилапе тіло закінчується довгим, сплощеним з боків хвостом на одному кінці та спеціалізованою вузькою мордою на іншому. Як і в інших членів його родини, морда Aktiogavialis була надзвичайно довгою та вузькою, звужуючись у тонку структуру за очними западинами. Виходячи зі знайдених фрагментарних останків, цей вид відрізнявся від інших представників родини унікальним розташуванням і геометрією елементів черепа. Філогенетичний аналіз показує, що його найближчими родичами були вимерлі гавіали Gryposuchus і Siquisiquesuchus.
Типовий вид роду, A. puertoricensis, був описаний у 2007 році. Голотип, позначений як UPRMP 3094, був виявлений у відкладеннях Пуерто-Рико віком близько 28 мільйонів років, від середнього до пізнього олігоцену. Відкладення, що є частиною формації Сан-Себастьян уздовж Ріо-Гватемала в Пуерто-Рико, були достатнім запасом інших скам'янілостей крокодилів. Останки Aktiogavialis були надзвичайно фрагментарними, складалися з неповного черепа з елементами мозкової оболонки та іншими розрізненими елементами черепа.
Морські відкладення та нанокопалини є частиною відкладень, де було знайдено зразок, що вказує на морське поширення A. puertoricensis. Це контрастує з живими гавіалоїдами, які живуть повністю в прісноводних річках Південної Азії. У той час як скам’янілості, знайдені в доісторичних дельтових відкладеннях, можливо, були змиті в дельту з внутрішніх джерел, зразок Aktiogavialis, знайдений досі, був з місця, яке по суті було острівним. Це привело до висновку, що гавіалоїди були частково або в основному морськими рептиліями до еволюції одного або двох існуючих видів цієї групи.